# 구람바땃쥐
구람바땃쥐(Crocidura phaeura)는 땃쥐과에 속하는 포유류의 일종이다. 에티오피아의 토착종이다. 자연 서식지는 아열대 또는 열대 기후 지역의 건조림이다.